# Enrico Prampolini
Enrico Prampolini (* 20. April 1894 in Modena; † 17. Juni 1956 in Rom) war ein italienischer Maler, Bühnenbildner und Designer von Bühnenkostümen als Vertreter des Futurismus.

## Lebenslauf

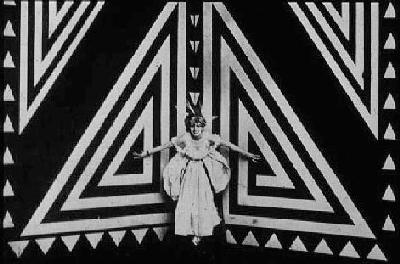
Bühnenbild für Thais, 1917

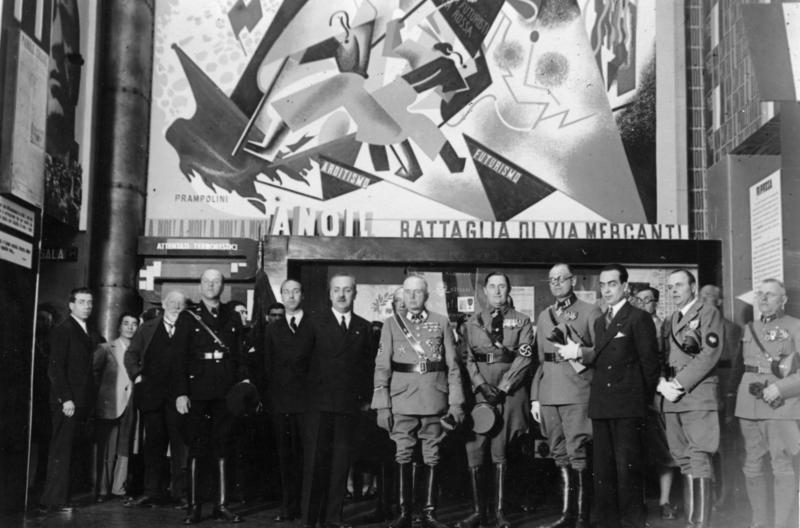
Dekoration einer faschistischen Ausstellung, 1933

Prampolini beginnt 1912 ein Studium der Malerei in Rom, muss die Akademie jedoch bald wieder verlassen, da er sich in einem futuristischen Manifest gegen die Institution der Akademien gewendet hatte. Ein Kontakt mit Giacomo Balla in dessen römischem Atelier begeistert ihn für den Futurismus, er nimmt 1914 an zwei futuristischen Ausstellungen in Rom teil. Mit seinem Manifest Scenografia e coreografia futurista beginnt seine Karriere als Bühnenbildner und Designer von Bühnenkostümen. Ein Treffen mit dem Dadaisten Tristan Tzara im Jahr 1916 führt zur Zusammenarbeit mit dieser Kunstrichtung, die u. a. in Artikeln für die in Zürich erscheinende Zeitschrift Dada zum Ausdruck kommt. Nebenbei leitet er auch noch gemeinsam mit dem Futuristen Luciano Folgore die Zeitschrift Avantscoperta. Mit dem futuristischen Filmkünstler Anton Giulio Bragaglia arbeitet er als Bühnenbildner für dessen Filme Perfido incanto und Thais zusammen, wobei letzterer als einzig erhaltener futuristischer Film gilt. Auch für Marinettis Schauspiel Antineutralità steuert er das Bühnenbild bei. Sein 1918 gemeinsam mit Mario Recchi gegründetes Casa d'Arte Italiana in Rom führt zu zahlreichen internationalen Kontakten. Dazu gehören seine Mitgliedschaft in der Berliner Novembergruppe, die Kontakte zu Theo van Doesburg und die Mitarbeit bei der Zeitung De Stijl, seine Bekanntschaften mit Gropius, Mondrian, Klee, Kandinsky, Arp und Archipenko, sowie (nach dem Krieg) mit den Künstlern der Galerien Neumann und Der Sturm. 1923 verfasst er das Manifesto dell'arte meccanica futurista, 1924 folgt ein Manifest über L'atmosfera scenica futurista, beide Manifeste befassen sich mit dem futuristischen Schauspiel und dessen Präsentation. Ab 1925 verbringt er mehrere Jahre in Paris, wo er nicht nur Braque und Picasso kennenlernt, sondern mit Mario Ricotti das Théâtre de la Pantomime Futuriste gründete. 1930 trat er in die Pariser Gruppe Cercle et Carré (Kreis und Quadrat) ein. Kurz darauf gründete er die Gruppo 40 und kam in Verbindung mit der Bewegung Abstraction-Création. 1937 kehrt er wieder nach Italien zurück und widmet sich der Aeropittura.
1937 wurden in der Nazi-Aktion „Entartete Kunst“ aus der Städtischen Kunstsammlung Chemnitz, dem Museum für Kunst und Heimatgeschichte Erfurt, dem Kunstverein Jena, dem Nassauischen Landesmuseum Wiesbaden und dem König Albert-Museum Zwickau zwei Druckgrafiken Prampolinis beschlagnahmt.
Nach dem Ende des Zweiten Weltkrieges beschäftigt sich Prampolini mit informeller Malerei.

## Nachweislich 1937 als „entartet“ beschlagnahmte Werke Prampolinis
- Kubistische Komposition (Linolschnitt, 1920)
- Figürliches Motiv (Lithografie, 1923; Blatt 10 der der beschlagnahmten 4. Mappe „Neue europäische Graphik. Italienische und russische Künstler“, Bauhaus-Drucke, Weimar, 1924)

## Filmografie (Auswahl)
- 1917: Thais (Bühnenbildner)

## Nachweise
1. ↑  Biografie Enrico Prampolini (englisch), auf guggenheim.org, abgerufen am 26. Mai 2016
2. ↑  Datenbank zum Beschlagnahmeinventar der Aktion "Entartete Kunst", Forschungsstelle "Entartete Kunst", FU Berlin